# Geografia San Marinoului

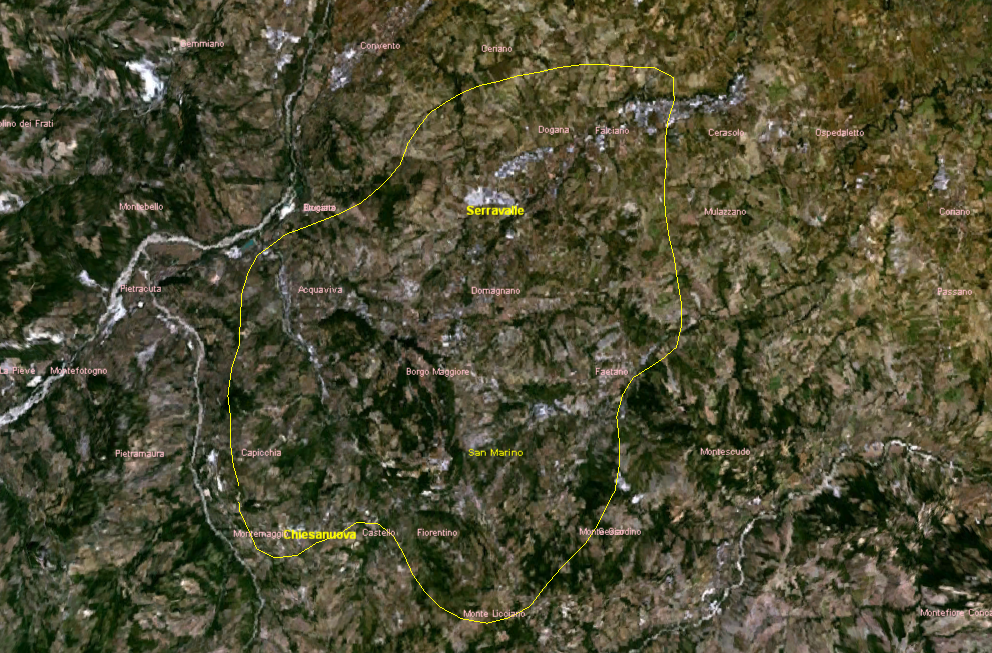
Imagine din satelit

San Marino se află în Sudul Europei, fiind o enclavă din centrul Italiei, cu o lungime totală a granițelor de 39 km. Se află la granița dintre regioni de Emilia-Romagna și Marche. El este al treilea dintre cele mai mici state independente (ca suprafață) din Europa, după Vatican și Monaco. Statul este dominat de munții Apenini și are un teren accidentat. Cu coordonatele 43°46′N 12°25′E / 43.767°N 12.417°E, el are o suprafață de 60,5 km². Cel mai înalt punct din țară, este Monte Titano. San Marino are un climat mediteraneean, cu ierni mai calde și cu veri însorite și calde. Dominată de munți, în această țară se extrage piatră de construcție, deoarece doar 17% din terenul ei este arabil. Câteva râuri curg prin San Marino, cele mai mari fiind Râul Ausa, Râul Marano și Râul San Marino.

## Împărțire administrativă
San Marino este împărțit în 9 municipalități. Ele sunt:
- Acquaviva
- Borgo Maggiore
- Chiesanuova
- Domagnano
- Faetano
- Fiorentino
- Montegiardino
- Orașul San Marino (Città di San Marino), (capitala)
- Serravalle

Orașele principale în afara capitalei San Marino sunt: Dogana, Castello și Serravalle.

### Clima
Clima este una subtropical umed, cu influențe continentale, având veri călduroase si ierni reci. Centrul Național de Meteorologie și Climatologie din San Marino prevede prognozele locale.